# Akira Miyawaki

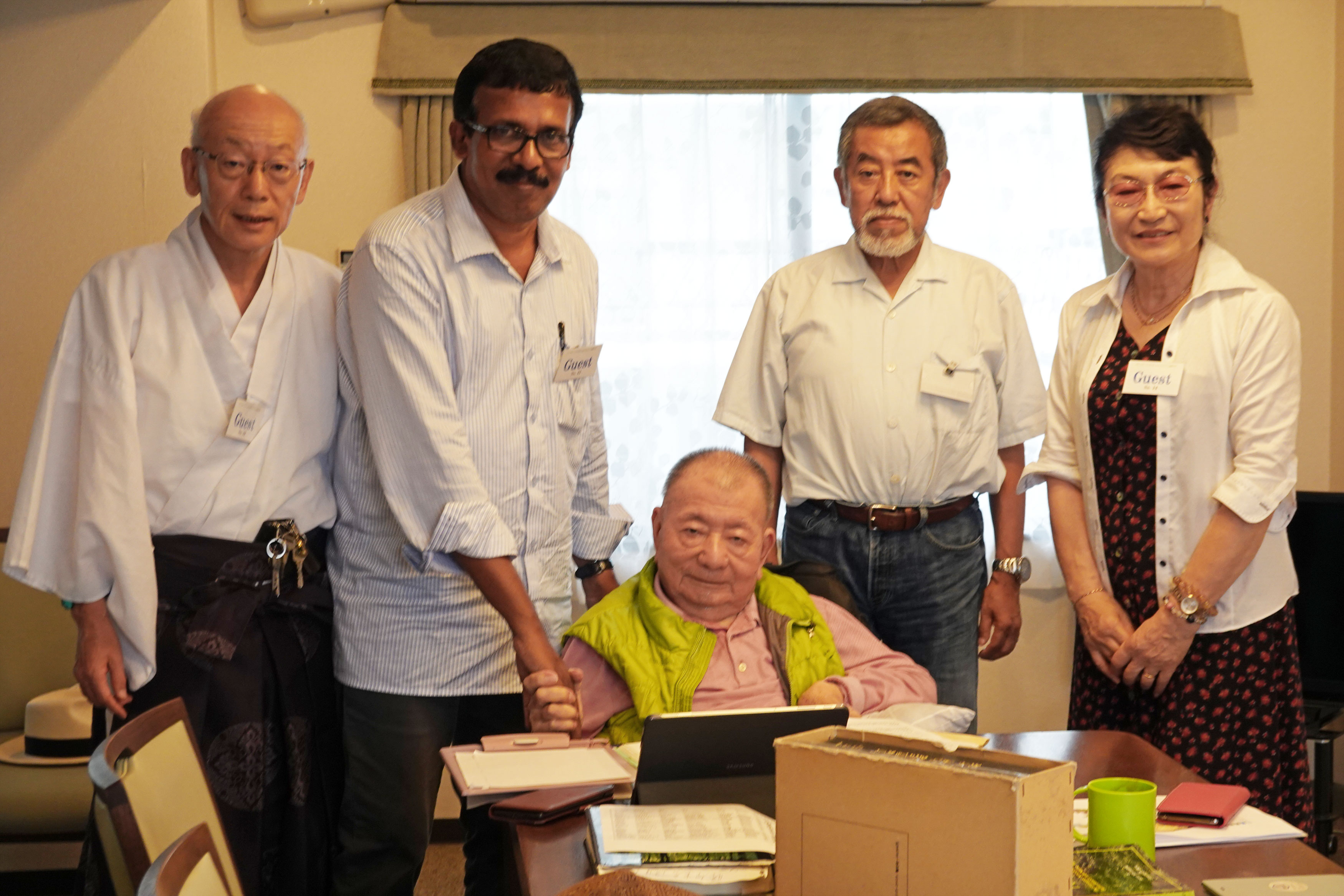
Miyawaki (in het midden).

Akira Miyawaki (29 januari 1928 – 16 juli 2021) was een Japans botanicus en een expert in plantenecologie met specialisatie in zaden en natuurlijke bossen. Hij was wereldwijd actief als specialist in het herstel van natuurlijke vegetatie op gedegradeerd land.
Hij was professor aan de Yokohama National University en directeur van het Japanse Center for International Studies in Ecology sinds 1993. In 2006 ontving hij de Blue Planet Prize.

## Miyawaki-bos
Miyawaki is vooral gekend voor de methode die hij in de jaren 1970 voor Nippon Steel ontwikkelde om op korte termijn braakliggende terreinen te bebossen. Deze methode benadrukt het belang van het dicht op elkaar planten van flora, met ongeveer drie planten per vierkante meter. Hoewel de bomen ondergronds een strijd met elkaar aangaan voor voedingsstoffen, werken ze bovengronds juist samen om te floreren. Dit resulteert in een Miyawaki-bos dat tot tien keer sneller ontwikkelt dan een traditioneel bos, waar de beplanting verder uiteen staat.